# Adem Sağlam
Adem Sağlam (* 10. Februar 1985 in Trabzon) ist ein türkischer Fußballspieler.

## Karriere
Sağlam begann mit dem Vereinsfußball 1999 in der Jugend von Trabzonspor und durchlief später die Jugendmannschaften von Trabzon 24 Şubatspor und Trabzon Gençlerbirliği. 2005 wechselte er als Profispieler zu Yalovaspor. Hier wurde sein Vertrag nach wenigen Wochen wieder aufgelöst. Daraufhin wechselte Sağlam als Amateurspieler zu seinem vorherigen Verein Trabzon Gençlerbirliği zurück und spielte hier eine Saison lang. Ein Jahr später verpflichtete ihn der Viertligist Sürmenespor. Sağlam spielte die nachfolgenden zwei Spielzeiten für diesen Verein.
Im Sommer 2010 heuerte er beim Drittligisten Tokatspor an. Nach zwei Jahren für diesen Verein spielte er nacheinander für Yeni Malatyaspor, Ünyespor und Körfez FK.
Zur Saison 2013/14 wechselte er in die TFF 1. Lig zum Absteiger Orduspor. Zur Rückrunde der Saison 2014/15 zog er zum Zweitligisten Giresunspor weiter. Im Sommer 2015 wechselte er in die TFF 2. Lig zu MKE Ankaragücü. Zwischen 2017 und 2019 spielte er für die türkischen Dritt- bzw. Viertligisten Ofspor, Ankara Demirspor und Nevşehir Belediyespor. Seit August 2019 steht er bei 1954 Kelkit Belediyespor unter Vertrag.